# Бои за Сио
Бои за Сио (англ. Battle of Sio) — совместная операция американо-австралийских войск, проведённая с 5 декабря 1943 по 1 марта 1944 года во время Новогвинейской операции в ходе Второй мировой войны.
Нанеся японцам поражение в битве при Саттельберге, австралийские части прорвали японские укрепления вокруг Финшхафена. Постоянные атаки американских торпедных катеров, австралийских сухопутных частей и авиации союзников поставили систему материально-технического обеспечения японцев на грань коллапса, результатом чего стали голод и эпидемии среди японских солдат. Однако, тыловому обеспечению союзников также мешали особенности местности и климата, которые препятствовали доставке припасов морем.
Австралийские и новогвинейские отряды продвигались вдоль побережья полуострова Хуон, применяя против японских лагерей (как правило, расположенных в местах переправ через реки в джунглях) пехоту, танки и авиацию. Наступающая пехота всегда оставалась в пределах досягаемости артиллерии, которая на ранних этапах операции широко использовалась. Сочетая артиллерийскую поддержку с использованием бронетехники, наступающие нанесли противнику тяжелые потери и, в конечном итоге, соединились с американскими войсками у города Саидоре. Сотни японских солдат были убиты, тысячи умерли от болезней и истощения или покончили с собой. Однако полностью уничтожить японские войска союзники не смогли.
В ходе наступления австралийцам удалось захватить японские криптографические материалы, что сыграло важную роль в последующих боевых действиях против Японии в Юго-Западной части Тихого океана.

## Военно-оперативная ситуация
Операция «Катвил» началась с успешной высадки морского десанта в городе Лаэ и воздушного десанта в деревне Надзаб, но впоследствии темп операции замедлился из-за плохих погодных условий и особенностей местности, а также упорного сопротивления японцев. Генерал-майор Хатадзо Адати, командующий 18-й японской армией, сумел перехватить инициативу и организовал серию контратак против 9-й австралийской дивизии генерал-майора Джорджа Вуттена близ города Финшхафен, но в итоге потерпел поражение.

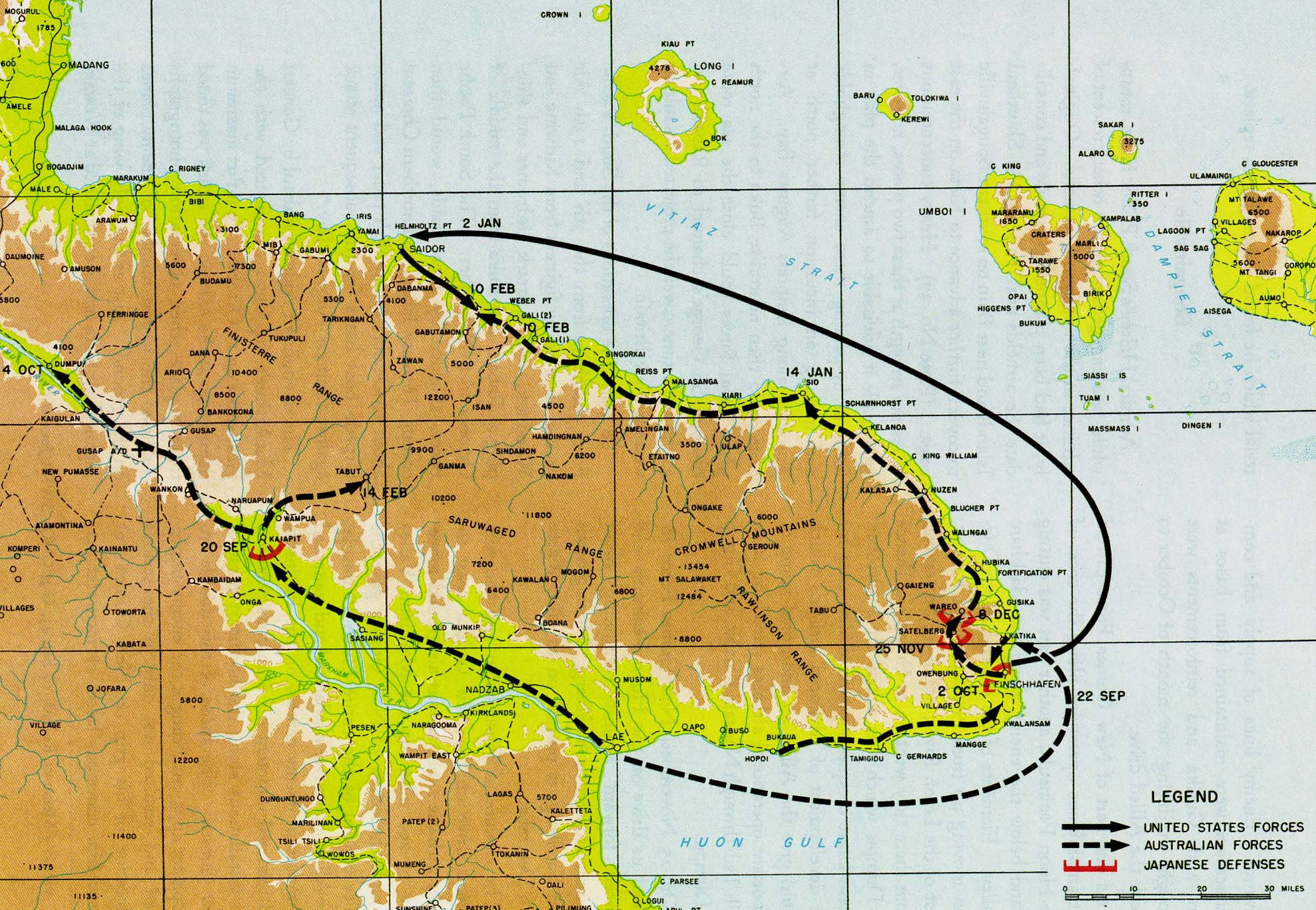
Захват полуострова Хуон в 1943—1944 годах

Несмотря на поражение, японцы не оставили территорию. Генерал-лейтенант Сигэру Катагири, командир 20-й японской дивизии, приказал 80-му пехотному полку, удерживая окрестности деревни Варео, прикрыть отход 79-го пехотного полка и других частей. Второй батальон 238-го пехотного полка должен был действовать в качестве японского арьергарда на побережье. Генерал-лейтенант Фрэнк Берримэн, командир австралийского Второго корпуса, приказал Вуттену развивать наступление вдоль побережья, чтобы перерезать коммуникации противника и вынудить Адати уйти с полуострова Хуон, если тот не отступит по собственной инициативе. Вуттен, однако, решил действовать осторожнее: он начал наступление на господствующие над Саттельбергом высоты и в ходе ожесточённого сражения вытеснил оттуда японцев. В конце концов, в начале декабря Адати приказал войскам отойти к Сио. Деревня Варео была занята австралийцами восьмого декабря, а последние японские арьергарды покинули этот район 15 декабря. Между тем, пятого декабря началось наступление австралийских войск вдоль побережья.

## Подготовка
В начале октября 1943 года при штабе австралийского Второго корпуса был создан специальный отдел для изучения японской системы тылового обеспечения. Ни у кого из сотрудников отдела не было опыта снабжения большой группы войск с помощью носильщиков из местного населения, поэтому понадобилось длительное время, чтобы понять: доставка припасов японским частям по суше в необходимых количествах неосуществима. Боевые действия подтвердили, что японские войска полностью зависят от снабжения морским путём. Союзники попытались перерезать японские коммуникации в ходе наступления на Саттельберг. Для этого был разработан следующий план:
1. Пятая воздушная армия США бомбит местные источники продовольствия и дороги, ведущие от побережья вглубь территории, с целью сократить запасы доступного продовольствия и напугать носильщиков, необходимых для доставки припасов по суше[7].
2. Торпедные катера тактической группы 70.1 препятствуют движению барж вдоль побережья ночью, а самолёты пятой воздушной армии — днем[7].
3. Наземные войска перерезают коммуникации японцев. Для этого девятая дивизия захватывает населённый пункт Пабу, через который проходит наиболее удобная дорога[7], а десант на Лонг-Айленд[англ.] лишает противника важного перевалочного пункта для барж[8].

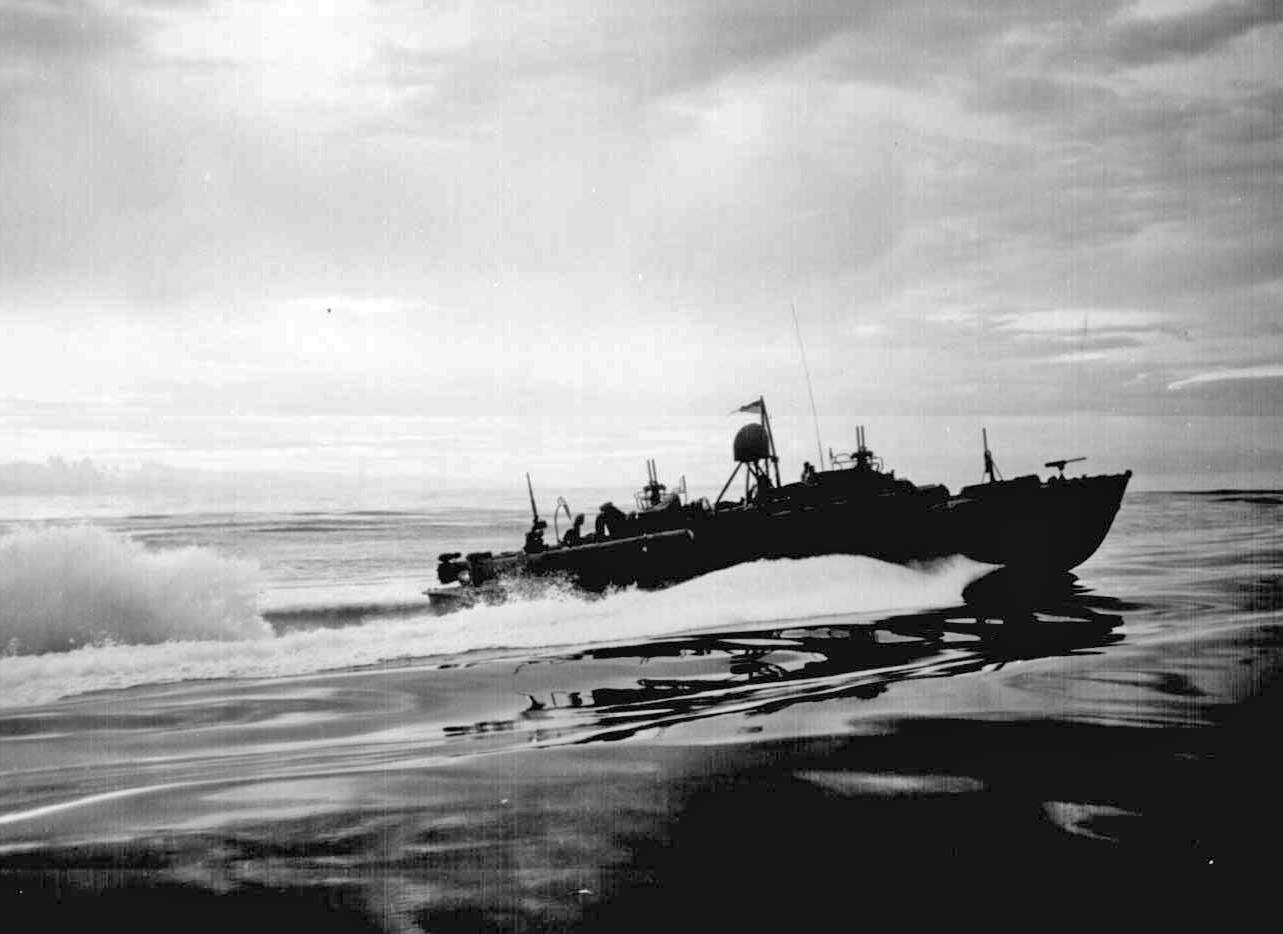
Торпедный катер патрулирует побережье Новой Гвинеи

К декабрю австралийцы пришли к выводу, исходя из жалкого вида японских военнопленных, что «японская система снабжения находится на последнем издыхании». Между 9 и 13 декабря торпедные катера потопили 23 баржи — большинство из них к югу от Сио. 7 января торпедные катера атаковали подводную лодку. В ночь на восьмого января было уничтожено не менее 12 барж, одна из которых была нагружена боеприпасами, а другая перевозила около 70 солдат. Девятого января торпедные катера атаковали группу из шести барж, которые пытались защищаться. Один баржа затонула на виду у экипажей катеров. Другая группа катеров атаковала восемь барж, уничтожив две из них. Третья группа обнаружила шесть барж на берегу и уничтожила их. Десятого января три торпедных катера потопили три баржи, перевозившие солдат, один японец был взят в плен. В ту же ночь две баржи были потоплены к северу от Сио. 14 декабря при встрече генерал Берримэн поздравил вице-адмирала Томаса Кинкейда с успехами его подчиненных.
Генерал-лейтенант Цутому Ёсихара, начальник штаба японской 18-й армии, вспоминал:

В это время в штабе 20-й дивизии царила атмосфера усталости. Солдаты, которым не хватало продовольствия и боеприпасов, искали остатки овощей в окрестных садах и были настолько голодны, что ели бананы и корни папайи. Поскольку эти бесхозные сады находились на переднем краю или в глубине позиций противника, солдаты пробирались через вражеские позиции, чтобы собрать фрукты и корнеплоды. Они сражались, не имея защиты от вражеских снарядов, и прятались в окопах, залитых водой многодневных дождей.
Поэтому тот факт, что 20-я дивизия была не в состоянии выполнить задачу, — вина не 20-й дивизии, а наша. С учётом скудности снабжения, их храбрость не имела никакого значения; это был один из тех случаев, когда «армия воюет желудком».
По этой причине, в качестве чрезвычайной меры, армия начала использовать вспомогательные рыбацкие лодки из бухты Ханса для перевозки грузов вокруг побережья Новой Гвинеи; начались перевозки из бухты Ханса через о-ва Кар-кар, Багабаг и Лонг-Айленд — так был налажен прямой маршрут снабжения Сио.

Эти отважные перевозки имели видимый успех и доставили огромную радость офицерам и солдатам 20-й дивизии. Рыболовные суда творили поразительно смелые дела в умелых руках корабельных инженеров. Не имея ни подготовки, ни оборудования, капитаны и экипажи этих рыболовных судов храбро пересекали передний край сражения и все опасные места со словами: «Мы бессмертны. Где там ваши стрелы и пушки?» Атакованные вражескими самолётами, они смело вступали в бой и чудесным образом их сбивали. Однако эти тайные перевозки недолго оставались скрытыми от вражеских глаз. Со временем рыболовные суда были замечены, их базы разбомблены, и снабжение, к сожалению, прекратилось.

## Тактика и логистика

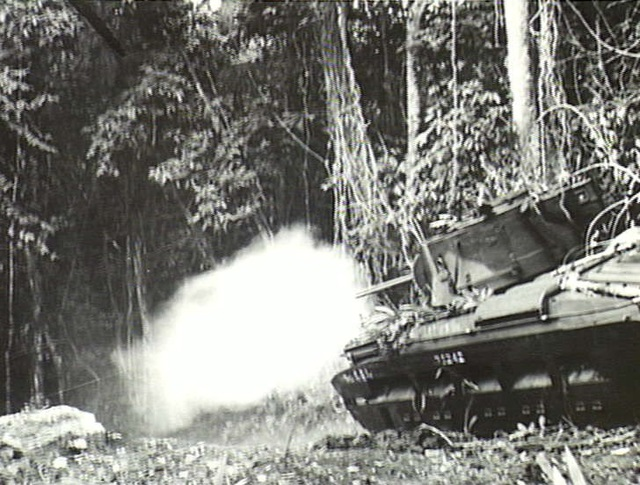
Танк «Матильда» из эскадрона А 1-го танкового батальона ведёт огонь по японскому окопу

Наступление австралийцев осуществлялось, главным образом, группами, включавшими в себя пехоту, саперов и бронетехнику и продвигавшимися вдоль прибрежных дорог. Позиции японцев в джунглях располагались, как правило, в местах переправ через реки. Продвигавшаяся вперед пехота неизменно оставалась под прикрытием артиллерии, за исключением коротких отрезков времени на последнем этапе боевых действий, когда сопротивление японцев уже было незначительным, а перемещение артиллерии было сопряжено с большими трудностями. При этом частью сил австралийцы заходили во фланг противнику со стороны суши, занимая господствующие высоты — как правило, скалы, достигавшие 1200 м в высоту. Поскольку японцы стремились лишь замедлить наступление австралийцев и не хотели драться до последнего человека, опасность лишиться путей отступления обычно вынуждала их оставлять позиции. Если этого не происходило, японцев выбивали с позиций с помощью манёвра и огня танков, миномётов и артиллерии. В начале боевых действий всего за один день было израсходовано около 4700 патронов, тогда как за все время наступления от Сио на Саидор 5-я дивизия сделала лишь 30 выстрелов. Войска продвигались вперёд сериями коротких бросков, обустраивая на побережье безопасные зоны для высадки с моря.

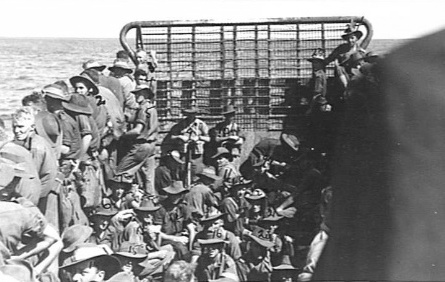
Десантный катер 532-го инженерного катерного и берегового полка перебрасывает личный состав 30-го пехотного батальона из Келаноа в Сио

Снабжение союзников осуществлялось полностью водным путём. Американские разведчики из 532-го инженерного катерного и берегового полка (англ. Engineer Boat and Shore Regiment) 2-й инженерной бригады, переодетые в австралийскую форму, продвигались вперёд вместе с пехотой и осматривали окрестности участков побережья, пока шла их зачистка. Если участок выглядел подходящим для устройства зоны высадки, его осматривали с моря. На выбранный участок катерами перебрасывалась десантная партия, которая разворачивала пост управления. Сапёры расширяли и выравнивали прибрежную дорогу, чтобы припасы для передвигавшихся вдоль неё подразделений можно было подвозить на джипах, но снабжение подразделений, которые двигались в глубине территории по господствующим высотам, приходилось осуществлять с помощью носильщиков из местного населения. Артиллерию перевозили по дорогам или на десантных кораблях 532-го полка. Танки обычно двигались по дорогам, но если встречались непроходимые участки, технику перебрасывали морем. По мере продвижения войск на побережье создавались новые зоны высадки, а оставшиеся в тылу ликвидировались. Время от времени продвижение останавливалось, чтобы дождаться, пока подойдут танки, или в передовой зоне высадки накопится достаточно припасов.
Основной проблемой была погода. Из-за начавшегося муссона море было неспокойным, что препятствовало использованию десантных катеров и ограничивало возможности использования более крупных десантных кораблей. Из-за сильного волнения на море — самого сильного, с которым довелось столкнуться 532-му полку, — большинство транспортных перевозок осуществлялось ночью, когда приливные течения были наиболее благоприятными. Вуттен требовал, чтобы в передовых зонах высадки накапливался запас продовольствия и боеприпасов как минимум на семь дней — на случай, если десантные корабли не смогут выйти в море из-за погоды. Второй корпус предоставил для доставки продовольствия два траулера с экипажами из второй группы водного транспорта. Австралийская армия также использовала для подвозки припасов плавающие автомобили DUKW.

## Сражения

### Фортификейшн-Пойнт

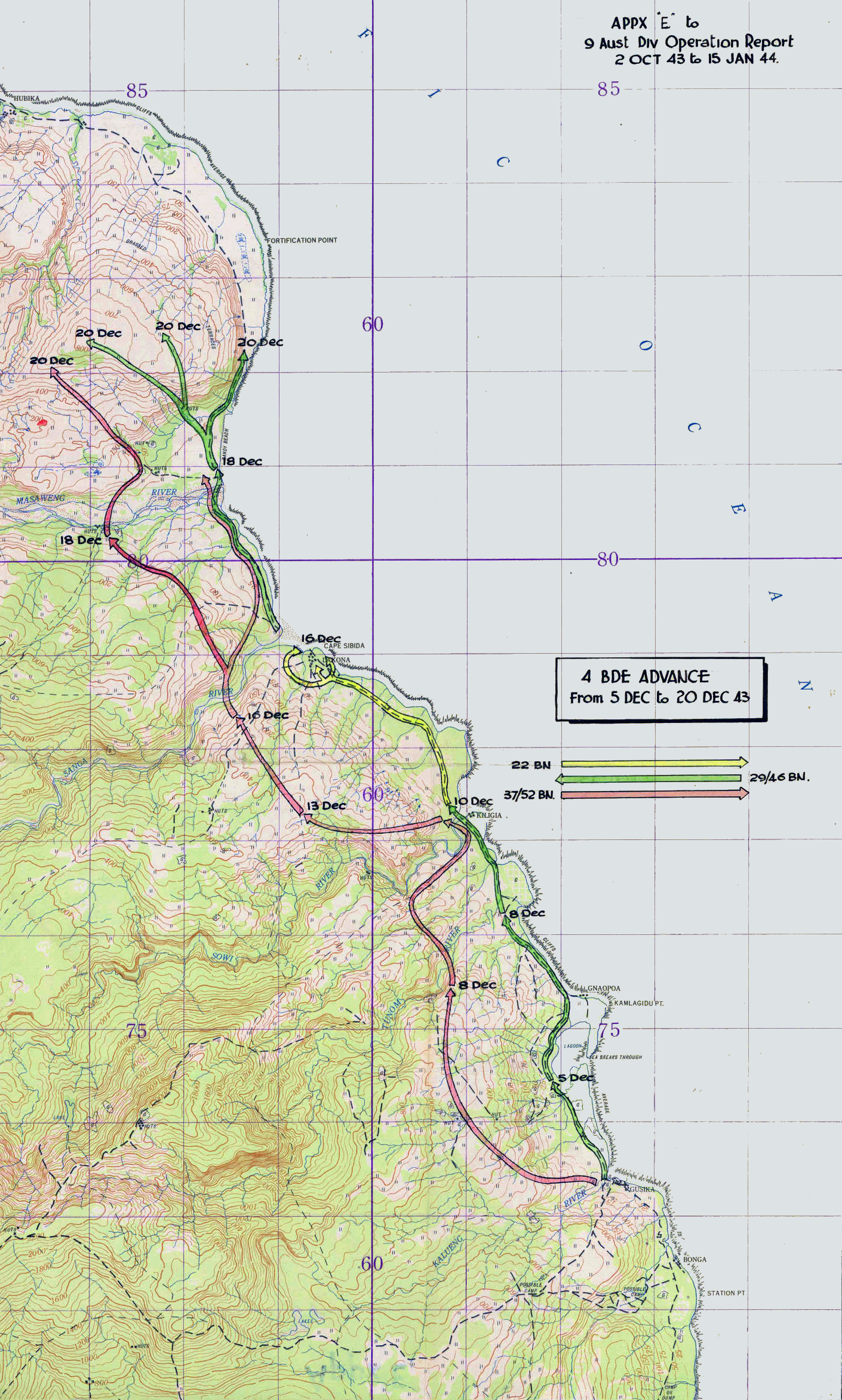
Путь четвёртой пехотной бригады к Фортификейшен-Пойнт, 5-20 декабря 1943 года

Первый этап наступления вдоль береговой линии Вуттен поручил иррегулярной части — 4-й пехотной бригаде под командованием бригадира С. Р. В. Эдгара, — приберегая опытные кадровые бригады для боёв за Варео. 4-я пехотная бригада была составлена из 22-го и 29/46-го пехотных батальонов, сформированных в штате Виктория, и 37/52-го пехотного батальона, сформированного на острове Тасмания. Каждому батальону была придана группа советников из девятой дивизии. В подчинение Эдгару были переданы эскадрон С первого танкового батальона (семь танков «Матильда»), 9-й взвод роты С Папуасского пехотного батальона, а также подразделения 532-го инженерного катерного и берегового полка, Австралийско-Новогвинейской административной группы (ANGAU), Вспомогательного корпуса австралийской армии (AASC) и Медицинского корпуса австралийской армии (AAMC). Наступление обеспечивали сапёры 2/7-й полевой роты и двадцать четыре 25-фунтовых пушки 2/6-го полевого полка. На случай, если Эдгару понадобится помощь, 20-я пехотная бригада была приведена в состояние шестичасовой готовности.
На побережье в устье реки Калуэнг была подготовлена тыловая база, для чего прибрежные воды и прилегающий участок суши были очищены от препятствий. Для того, чтобы джипы и танки могли сразу же принять участие в наступлении, через реку нужно было навести переправу. Третьего декабря 1943 года 22-й пехотный батальон зачистил место переправы, после чего был возведён бревенчатый мост. Операция началась пятого декабря, когда 29/46-й пехотный батальон выступил с предмостной позиции, удерживаемой 22-м батальоном. Вскоре наступающие оказались под беспорядочным огнём стрелкового оружия, а один из танков подорвался на мине. Столкнувшись с нарастающим сопротивлением противника, австралийские подразделения остановились возле лагуны. Наступление возобновилось на следующий день, и после интенсивного обстрела японцы оставили свои позиции, следуя приказу «оказывать успешное сопротивление, пытаясь замедлить продвижение противника», но при этом «избегать решающего боя». Десятого декабря Эдгар ввёл в бой все три своих батальона, и 14 декабря они вышли к населенному пункту Лакона — ключевой позиции на пути отхода 20-й японской дивизии.
Танки едва поспевали за пехотой. Одной из проблем были мины. В первый день наступления 2/7-я полевая рота извлекла четырнадцать мин, но один танк все равно подорвался. Седьмого декабря на минах подорвались ещё два танка, один из них безвозвратно вышел из строя. Тогда сапёры прорубили новую просеку, по которой проложили гать. Для того, чтобы оказать поддержку подразделениям, атакующим Лакону, танкам нужно было переправиться через ручей с крутыми коралловыми берегами, вздувшийся после обильных дождей. Вечером 16 декабря к пехоте присоединились пять танков, и японские позиции были взяты. Около 47 японцев были найдены убитыми; ещё 17 были убиты в ходе зачисток на следующий день. 20 декабря при поддержке четырёх танков и 750 снарядов, выпущенных из 25-фунтовых пушек, четвёртая пехотная бригада заняла всю территорию Фортификейшн-Пойнт. Всего с 5 по 20 декабря 4-я пехотная бригада потеряла 65 человек убитыми и 136 ранеными. Японские потери составили 420 человек убитыми и 136 умершими вследствие болезней, голода и самоубийств. В плен было взято всего шесть японцев.

### Сио
21 декабря 1943 года 20-я пехотная бригада прошла через боевые порядки 4-й пехотной бригады и приступила ко второму этапу преследования. Генералы Блэми, Берримэн и Вуттен при встрече с и. о. командира бригады подполковником Н. У. Симпсоном подчеркнули, что ему следует всеми силами избегать потерь, используя артиллерию и танки. Головная рота 2/13-го пехотного батальона достигла населённого пункта Хубика. Батальонный мемуарист писал:

Овраг Хубика представлял собой неописуемое зрелище. Повсюду обнажённые мертвые враги. Очевидно, это место использовали как перевязочный пункт. Сорок тел в одной маленькой пещере. Ни один не похоронен. Жуткое и тошнотворное место.
На время Рождества наступление было приостановлено в ожидании подвоза припасов. Солдаты получили передышку. Большинству выдали на ужин индейку, ветчину, жареный картофель и рождественский пудинг, состоялись рождественские богослужения. Генерал Блэми требовал, чтобы рождественское угощение получили все подразделения, и для выполнения его приказа предпринимались чрезвычайные меры. Одной папуасской роте, находившейся в дальнем дозоре, посылку сбросил на парашюте самолёт Piper J-3 из 4-й эскадрильи австралийских ВВС. Наступление возобновилось 27 декабря после серии авиаударов, нанесённых 18-ю B-25 и 12-ю A-20. 31 ноября наступление возглавили 2/15-й пехотный батальон и танки эскадрона А 1-го танкового батальона; 2 января 1944 года они достигли населённого пункта Сиалум. Там имелся укреплённый пляж, который японцы использовали как тыловую базу. В тот же день американцы высадили десант в населённом пункте Саидор, перерезав крупными силами путь отступления японцам.
Прежде чем перейти через горы, штаб японской 20-й дивизии решил уничтожить криптографические материалы, чтобы не нести их с собой. Из-за высокой влажности сжигать бумаги было бы слишком хлопотно, и огонь мог привлечь внимание противника, поэтому кто-то в штабе решил просто запереть бумаги в стальной ящик и утопить его в реке. Австралийский сапёр, проверяя реку миноискателем, наткнулся на ящик и извлёк его, приняв за мину. Офицер разведки узнал в содержимом ящика кодовые книги и отправил их в Центральное бюро в Брисбене. Там страницы тщательно высушили и сфотографировали. 4 февраля 1944 года дешифровальщики Центрального бюро сумели прочитать сообщение, в котором были изложены решения, принятые на совещании высокопоставленных японских офицеров. Копии кодовых книг срочно переслали в Арлингтон-Холл. За январь 1944 года Арлингтон-Холл расшифровал 1846 сообщений японской армии. В марте 1944 года, пользуясь кодовыми книгами из Сио, расшифровали уже 36000 сообщений.
11 января взвод 2/17-го пехотного батальона по веревочной и двум деревянным лестницам поднялся на вершину скалы, где ранее размещался японский штаб. Если бы японцы обороняли эту позицию, она стала бы серьёзным препятствием, однако японцы её оставили. Остальные подразделения батальона присоединились к головной роте на следующий день. 13 января переправились через реку Гоалинг на оставленных японцами лодках и вступили в населённый пункт Намбарива, где взяли в плен одного противника, убили шестерых и девятерых нашли уже мёртвыми. 15 января был взят город Сио. Район Сио-Намбарива служил японцам крупной базой снабжения, и здесь было найдено большое количество топлива и припасов. За время наступления от Фортификейшн-Пойнт к Сио были убиты или найдены мёртвыми 303 японца, а 22 захвачены в плен. 20-я пехотная бригада потеряла 3 человека убитыми и 13 ранеными, но 958 военнослужащих были эвакуированы по болезни — в основном, с диагнозом «малярия», но было и много случаев заболевания лихорадкой денге. Было захвачено большое количество японского вооружения, в том числе шесть 75-мм, три 37-мм и три 20-мм пушки.

### Саидор

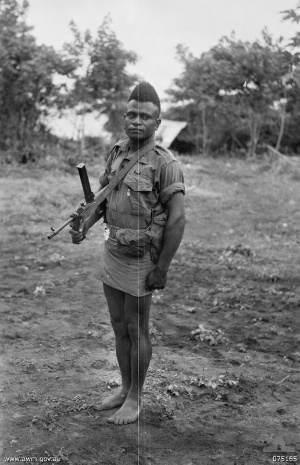
Сержант Бенгари из роты А Папуасского пехотного батальона. В руках он держит пистолет-пулемёт Оуэна

В 18:00 20 января 1944 года штаб пятой дивизии генерал-майора А. Х. Рэмси, подошедшей из Лаэ, занял место штаба девятой дивизии. Одновременно восьмая пехотная бригада сменила 20-ю. Переброска восьмой пехотной бригады, которая провела большую часть войны на гарнизонной службе в Западной Австралии, началась 10 января из порта Кэрнс. Изначально планировалось, что она будет направлена в Лаэ, чтобы сменить 29-ю пехотную бригаду, воевавшую в районе Саламауа-Лаэ, но планы изменились, и в декабре восьмая бригада высадилась прямо во Финшхафене. Бригада состояла из трёх пехотных батальонов, 4-го, 30-го и 35-го — все из Нового Южного Уэльса. Действия бригады по-прежнему поддерживали 2/12-й полевой полк, 532-й инженерный катерный и береговой полк и рота А Папуасского пехотного батальона. Первые потери бригада понесла в ночь на 22 января от дружественного огня, что было обычным явлением для войск, не имеющих опыта войны в джунглях. Двое австралийцев были убиты и двое ранены собственными товарищами.
22 января местный житель сообщил, что видел в горах юго-западу от Сио семерых японцев. На разведку была отправлена группа во главе с капралом Бенгари. Когда два дня спустя группа прибыла на место, местный житель сообщил, что к японцам присоединились ещё 22 человека. На следующее утро Бенгари и пять его товарищей устроили засаду и перебили всех японцев, которые не успели сделать ни одного ответного выстрела. Тем временем пара самолётов (CAC Wirraway и CAC Boomerang) из 4-й эскадрильи австралийских ВВС вылетела, чтобы разведать маршрут предстоящего наступления. Пилоты заметили на земле японские парашюты — это означало, что японцев снабжали по воздуху. 4 февраля, после того как раздувшиеся от дождевой воды реки снесли несколько мостов, австралийцам также пришлось перейти на снабжение по воздуху.
Каждый день папуасы убивали от 12 до 15 японцев, но только 8 февраля они настигли и атаковали японский арьергард в Вебер-Пойнт. Пять японских солдат были убиты. В целом, в тот день было убито 53 японца, а четверо захвачены в плен. Два австралийца получили ранения. На следующий день был убит ещё 61 японец, а 9 взяты в плен — на этот раз без каких-либо потерь со стороны австралийцев. 10 февраля 30-й пехотный батальон встретил в Ягомаи двух американских солдат, тем самым войдя в соприкосновение с американскими силами в Саидоре.
Восьмая пехотная бригада приступила к зачистке местности. 18 февраля 35-й пехотный батальон атаковал японский отряд возле Габутамона, убив 40 японцев. Обнаружив ещё около сотни японцев в соседнем населённом пункте Тапен, австралийцы убили ещё 52 японцев, потеряв одного человека раненым, в то время как папуасские подразделения на флангах убили ещё около 51 японца, 43 из которых записали на свой счёт капрал Бенгари и два других папуаса. На следующий день папуасы нашли и уничтожили в этом районе ещё 39 японцев. В Тапене австралийцы и папуасы обнаружили доказательства того, что японцы прибегли к каннибализму. В период с 20 января по 1 марта 1944 года было убито 734 японца, 1775 были найдены мёртвыми, и 48 были взяты в плен. Австралийцы потеряли четверых убитыми и шестерых ранеными.

## Последствия
Обе стороны достигли поставленных целей: японцам удалось уйти, а австралийцам — нанести противнику огромный ущерб. Японцы понесли несравнимо большие потери как в людях, так и в снаряжении. Из 7 000 солдат японской 20-й дивизии в живых осталось лишь 4 300, многие из них потеряли боеспособность из-за ранений, болезней и голода. Тем не менее, австралийцы упустили возможность разгромить 51-ю дивизию японской армии, и она в том же году сражалась с американцами на реке Дриниумор, а в 1945 году — с австралийцами в районе Аитапе-Вевак. С другой стороны, угроза базе в Финшхафене была ликвидирована, и она стала важным перевалочным пунктом Западно-Новогвинейской кампании. Захваченные во время боёв японские шифры позволили генералу Макартуру провести операции «Reckess» и «Persecution», опираясь не на собственную интуицию, а на надежные разведданные.